# Theligonum cynocrambe
Theligonum cynocrambe là một loài thực vật có hoa trong họ Thiến thảo. Loài này được Carl von Linné miêu tả khoa học đầu tiên năm 1753.